# محمد الاخضر حمینه
محمد الاخضر حمینه (محمد الأخضر حمينة؛ زادهٔ ۲۶ فوریهٔ ۱۹۳۰ - درگذشتهٔ ۲۳ مهٔ ۲۰۲۵) کارگردان، تهیه‌کننده، و فیلم‌نامه‌نویس اهل الجزایر بود.
وی در ۲۳ می ۲۰۲۵ در الجزایر، پایتخت الجزایر درگذشت.

## فیلمشناسی
- ریح الأوراس (۱۹۶۶)
- حسان الإرهابی (۱۹۶۸)
- دسامبر (۱۹۷۳)
- وقائع سنین الجمر (۱۹۷۵)
- ریاح رملیة (۱۹۸۲)
- الصور الأخیر (۱۹۸۶)